# Новины (Львовская область)
Новины (укр. Новини) — село в Яворовской городской общине Яворовского района Львовской области Украины.
Население по переписи 2001 года составляло 656 человек. Занимает площадь 0,643 км². Почтовый индекс — 81023. Телефонный код — 3259.